# Giovanni Maria da Varano
Giovanni Maria da Varano (Camerino, 1481 – Camerino, 19 agosto 1527) è stato un politico italiano, che governò Camerino come duca a partire dal 1515.

## Biografia
Era figlio di Giulio Cesare da Varano, fatto uccidere nel 1502 insieme ai figli, da Cesare Borgia per mano del sicario Michelotto Corella. Il duca di Romagna in questa battaglia si era impossessato di Camerino. Il padre riuscì nel 1502 a salvare Giovanni Maria inviandolo a Venezia, insieme alla madre Giovanna Malatesta, alla sorella maggiore suor Camilla Battista e ai gioielli di famiglia. Alla morte del pontefice Alessandro VI nel 1503, i Da Varano rientrarono in possesso dei loro feudi e Giovanni Maria fece ingresso in Camerino acclamato da signore, con il consenso di Giulio II.
I nonni materni di Giovanni Maria erano il signore di Rimini Sigismondo Pandolfo Malatesta e Polissena Sforza.
Il 30 maggio 1515 Giovanni Maria fu incoronato solennemente nel tempio dell'Annunziata (fatto erigere da Giulio Cesare per le sepolture della dinastia) primo duca di Camerino, dopo l'investitura concessagli dal papa Leone X. Aveva potenziato la Rocca Borgesca costruita dal Valentino e ampliato il palazzo ducale. Qui organizzò, insieme alla consorte, una corte principesca aumentando il prestigio della casata. Soggiornò spesso anche nella residenza estiva del castello d'Ajello e nella rocca Varano.
Giovanni Maria sposò nel 1520 Caterina Cybo (1501-1557), figlia di Franceschetto Cybo (figlio naturale di papa Innocenzo VIII) e di Maddalena de' Medici (figlia di Lorenzo il Magnifico, quindi sorella di papa Leone X e cugina di papa Clemente VII.  La coppia ebbe solo una figlia, Giulia, che nel 1534 sposò il duca d'Urbino Guidobaldo II Della Rovere. Il matrimonio fu preparato dalla duchessa madre, in veste di reggente di Camerino, in seguito alla morte per peste del consorte avvenuta nel 1527, ed era legato al possesso di Camerino e Urbino: il dominio del ducato era in discussione tra Giulia, suo cugino del ramo di Ferrara Ercole da Varano e il fratellastro Rodolfo. Giulia morì, all'età di vent'anni, nel 1547, mentre le sue terre erano state cedute nel 1539 al duca di Parma Ottavio Farnese, e poi furono incorporate nello Stato Pontificio. L'unica figlia di Giulia e possibile erede, Virginia della Rovere, tentò di riottenere il ducato di Camerino tramite il proprio matrimonio con il nipote di papa Pio IV, il principe Federico Borromeo, ma invano.

## Discendenza
Giovanni Maria ebbe dalla moglie Caterina Cybo un'unica figlia:
- Giulia (1523-1547), che gli succedette.

Suoi i seguenti tre figli naturali:
- Rodolfo, uomo d'armi;
- Giulio Cesare, religioso;
- Cornelia, sposò il conte Giulio di Montevecchio, di Fano.

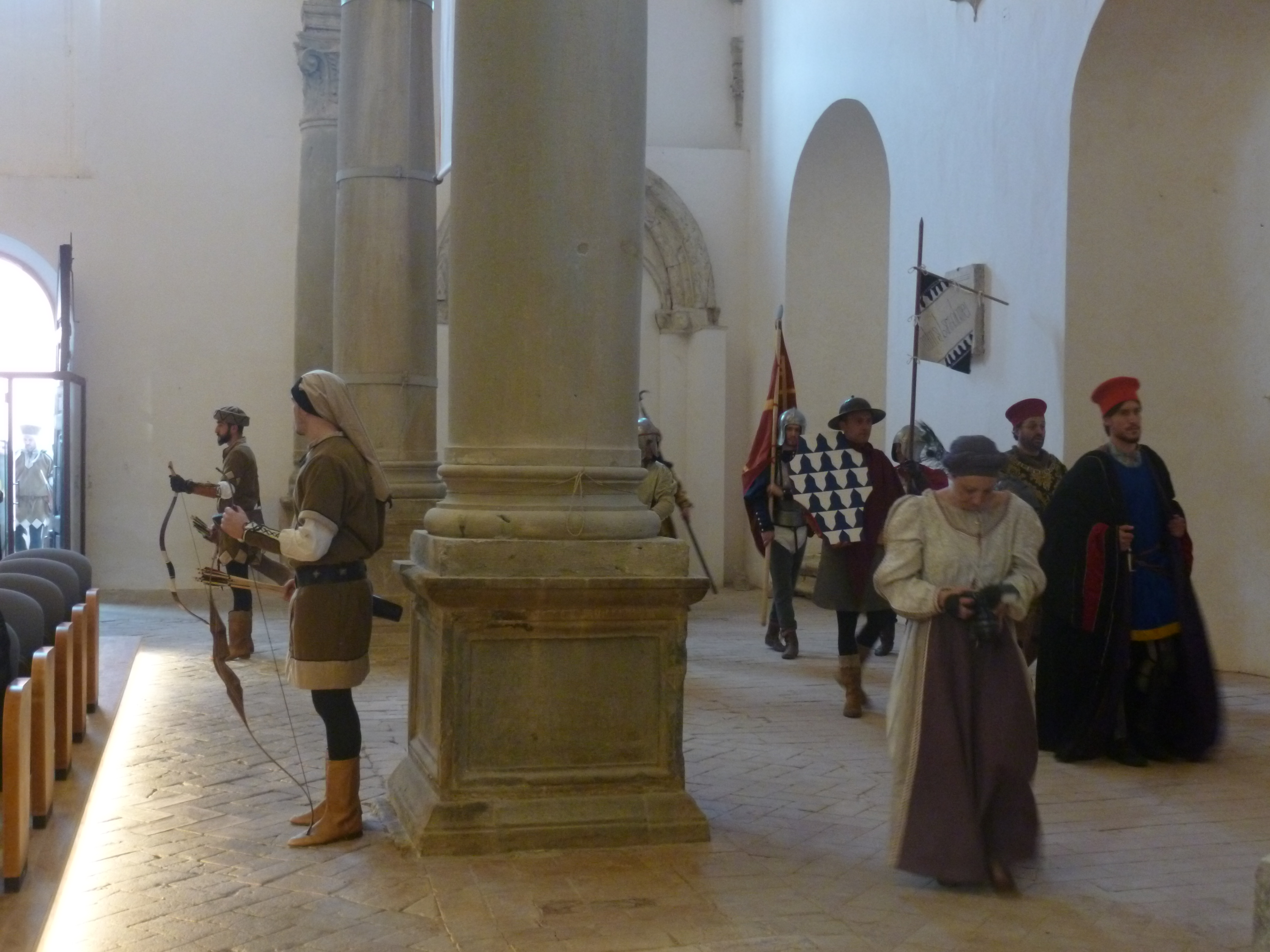
Tempio dell'Annunziata, rievocazione dell'incoronazione di Giovanni Maria
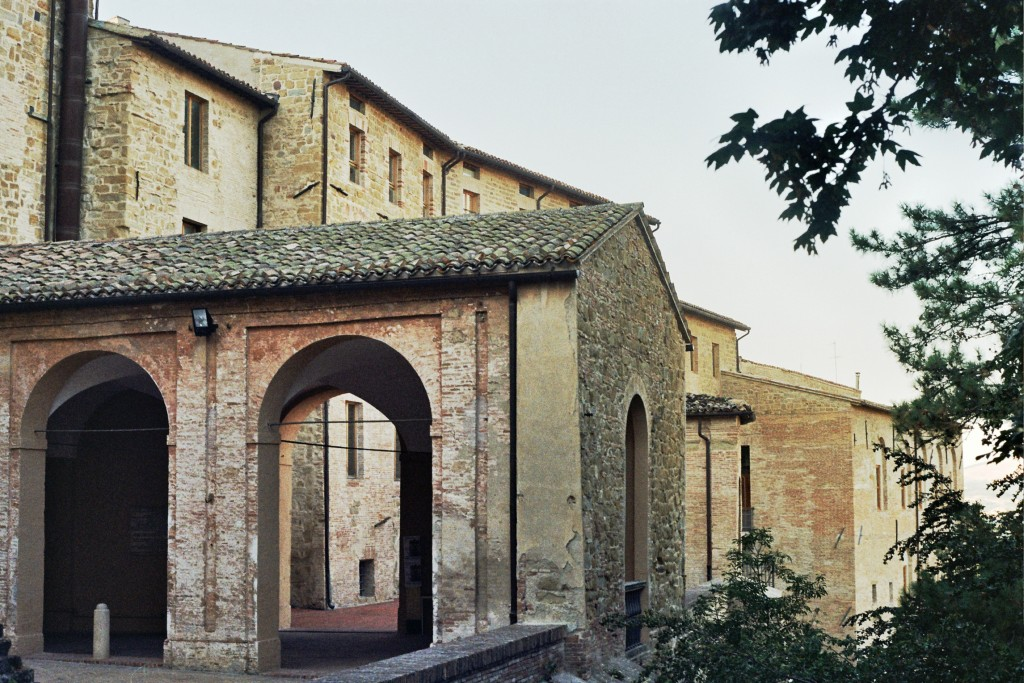
Palazzo Ducale (Camerino)
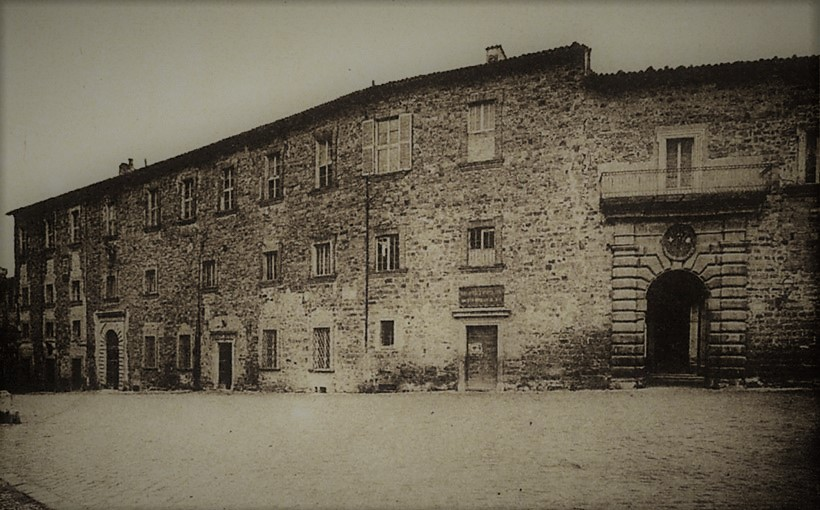
Il palazzo ducale di Camerino nel 1921
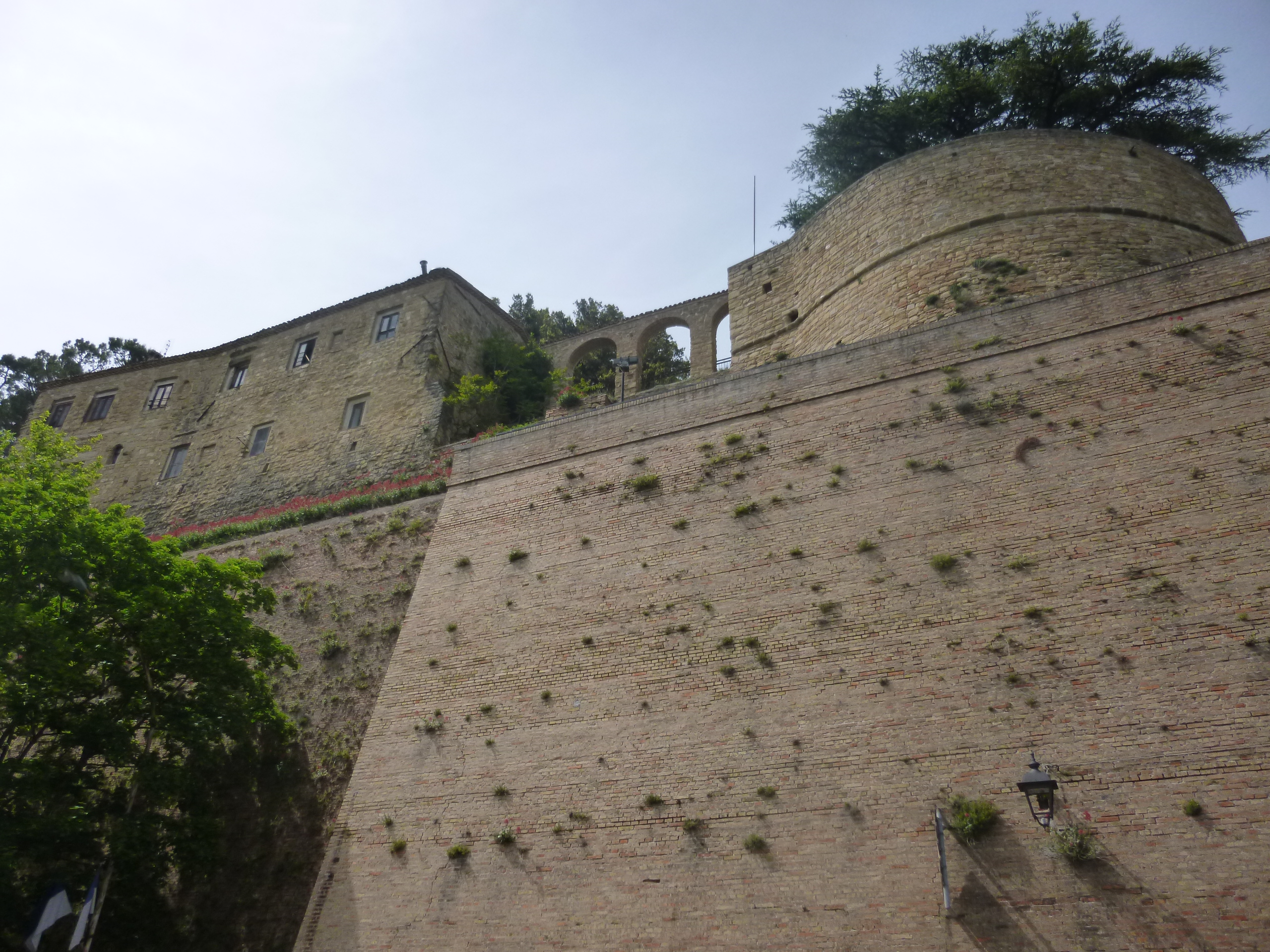
Rocca Borgesca
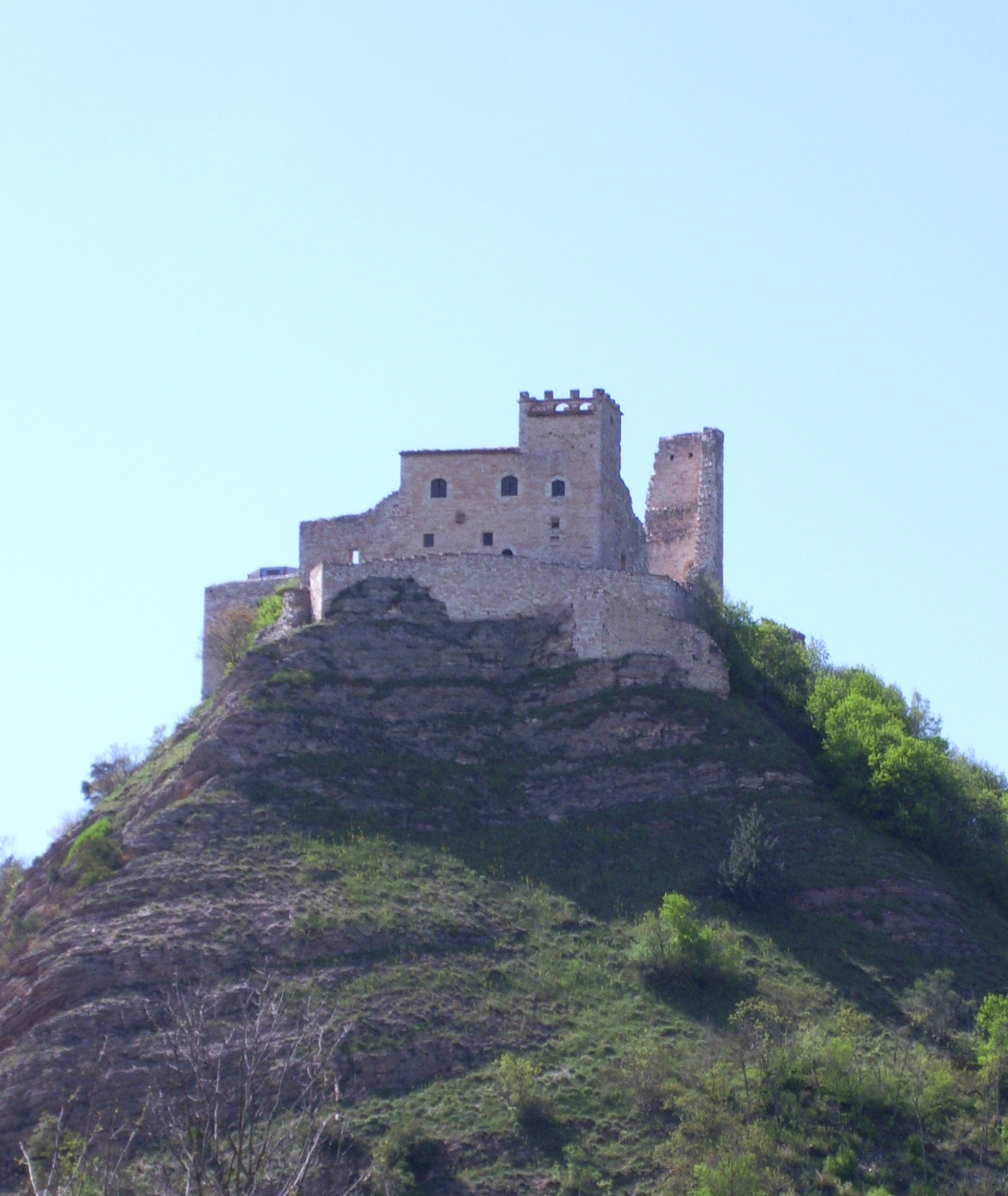
Rocca Varano
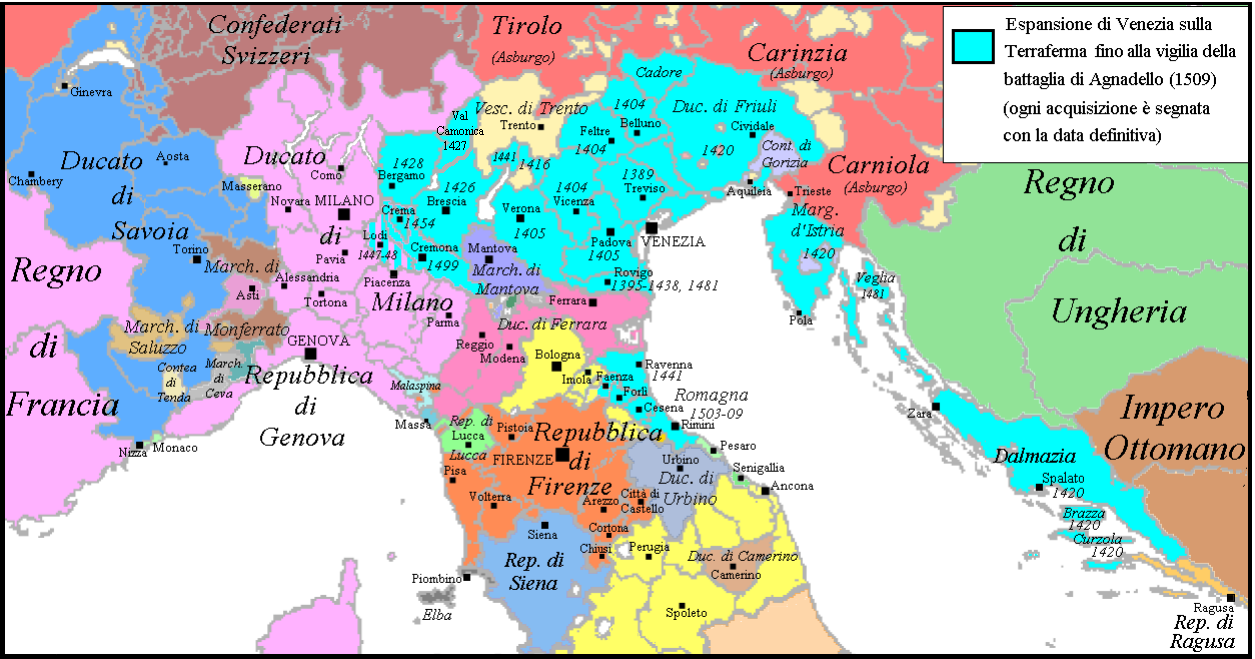
Ubicazione del ducato di Camerino

## Ascendenza
|                                                  |                                         |                                                  | Genitori                                               |  |  | Nonni |  |  | Bisnonni                                   |  |  | Trisnonni                                  |  |
|                                                  |                                         |                                                  |                                                        |  |  |       |  |  | Rodolfo III da Varano, signore di Camerino |  |  | Gentile III da Varano, signore di Camerino |  |
|                                                  |                                         |                                                  |                                                        |  |  |       |  |  | Rodolfo III da Varano, signore di Camerino |  |  | Gentile III da Varano, signore di Camerino |  |
|                                                  |                                         | Teodora Salimbeni                                |                                                        |  |  |       |  |  | Rodolfo III da Varano, signore di Camerino |  |  |                                            |  |
| Giovanni II da Varano, signore di Camerino       |                                         |                                                  |                                                        |  |  |       |  |  | Rodolfo III da Varano, signore di Camerino |  |  |                                            |  |
|                                                  |                                         | Costanza Smeducci                                | Bartolomeo Smeducci, conte della Scala                 |  |  |       |  |  |                                            |  |  |                                            |  |
|                                                  |                                         | Costanza Smeducci                                | Bartolomeo Smeducci, conte della Scala                 |  |  |       |  |  |                                            |  |  |                                            |  |
|                                                  |                                         | Costanza Smeducci                                | Pierlorenza Chiavelli                                  |  |  |       |  |  |                                            |  |  |                                            |  |
| Giulio Cesare da Varano, signore di Camerino     |                                         | Costanza Smeducci                                |                                                        |  |  |       |  |  |                                            |  |  |                                            |  |
|                                                  |                                         | Antonio Smeducci, conte di Truschia              | Onofrio Smeducci, signore di San Severino              |  |  |       |  |  |                                            |  |  |                                            |  |
|                                                  |                                         | Antonio Smeducci, conte di Truschia              | Onofrio Smeducci, signore di San Severino              |  |  |       |  |  |                                            |  |  |                                            |  |
|                                                  |                                         | Antonio Smeducci, conte di Truschia              | Francesca Simonetti                                    |  |  |       |  |  |                                            |  |  |                                            |  |
| Bartolomea Smeducci                              |                                         | Antonio Smeducci, conte di Truschia              |                                                        |  |  |       |  |  |                                            |  |  |                                            |  |
|                                                  |                                         | Marsobilia Trinci                                | Ugolino III Trinci, signore di Foligno                 |  |  |       |  |  |                                            |  |  |                                            |  |
|                                                  |                                         | Marsobilia Trinci                                | Ugolino III Trinci, signore di Foligno                 |  |  |       |  |  |                                            |  |  |                                            |  |
|                                                  |                                         | Marsobilia Trinci                                | Costanza Orsini di Pitigliano                          |  |  |       |  |  |                                            |  |  |                                            |  |
| Giovanni Maria da Varano, duca di Camerino       |                                         | Marsobilia Trinci                                |                                                        |  |  |       |  |  |                                            |  |  |                                            |  |
|                                                  | Pandolfo III Malatesta, signore di Fano | Galeotto I Malatesta, signore di Rimini e Cesena |                                                        |  |  |       |  |  |                                            |  |  |                                            |  |
|                                                  | Pandolfo III Malatesta, signore di Fano | Galeotto I Malatesta, signore di Rimini e Cesena |                                                        |  |  |       |  |  |                                            |  |  |                                            |  |
|                                                  | Pandolfo III Malatesta, signore di Fano | Gentile da Varano                                |                                                        |  |  |       |  |  |                                            |  |  |                                            |  |
| Sigismondo Pandolfo Malatesta, signore di Rimini | Pandolfo III Malatesta, signore di Fano |                                                  |                                                        |  |  |       |  |  |                                            |  |  |                                            |  |
|                                                  |                                         | Antonia da Barignano                             | Giacomino di Barignano                                 |  |  |       |  |  |                                            |  |  |                                            |  |
|                                                  |                                         | Antonia da Barignano                             | Giacomino di Barignano                                 |  |  |       |  |  |                                            |  |  |                                            |  |
|                                                  |                                         | Antonia da Barignano                             | …                                                      |  |  |       |  |  |                                            |  |  |                                            |  |
| Giovanna Malatesta                               |                                         | Antonia da Barignano                             |                                                        |  |  |       |  |  |                                            |  |  |                                            |  |
|                                                  |                                         | Francesco Sforza, duca di Milano                 | Giacomo "Muzio" Attendolo "Sforza", conte di Cotignola |  |  |       |  |  |                                            |  |  |                                            |  |
|                                                  |                                         | Francesco Sforza, duca di Milano                 | Giacomo "Muzio" Attendolo "Sforza", conte di Cotignola |  |  |       |  |  |                                            |  |  |                                            |  |
|                                                  |                                         | Francesco Sforza, duca di Milano                 | Lucia Terzani                                          |  |  |       |  |  |                                            |  |  |                                            |  |
| Polissena Sforza                                 |                                         | Francesco Sforza, duca di Milano                 |                                                        |  |  |       |  |  |                                            |  |  |                                            |  |
|                                                  |                                         | Giovanna d'Acquapendente                         | …                                                      |  |  |       |  |  |                                            |  |  |                                            |  |
|                                                  |                                         | Giovanna d'Acquapendente                         | …                                                      |  |  |       |  |  |                                            |  |  |                                            |  |
|                                                  |                                         | Giovanna d'Acquapendente                         | …                                                      |  |  |       |  |  |                                            |  |  |                                            |  |
|                                                  |                                         | Giovanna d'Acquapendente                         |                                                        |  |  |       |  |  |                                            |  |  |                                            |  |